# Apicum-Açu
Apicum-Açu é um município brasileiro do estado do Maranhão. Foi emancipado de Bacuri, tendo Turirana, Caruaru, Cabeceiras, Itereré Grande como alguns de seus povoados. Sua população estimada em 2020 era de 17.413 habitantes.

## História
Seu nome é herança dos Tupinambás, nação indígena que por muitos anos habitou essa região, o nome da cidade significa, em guarani, terra (açu) molhada ou lavada (apicum). Mais tarde, os nativos cederam lugar aos portugueses que passaram habitar o restrito povoado, contudo, afirma-se não saber a data fixa de sua fundação como povoada, calcula-se, baseado em relatos, que provavalmente em meados dos anos 1800. 
Apicum-Açu foi emancipado do município de Bacuri através da lei 6.179/94, publicada na edição de 10 de novembro de 1994, e sua instalação deu-se 1 de janeiro de 1997, quando o primeiro prefeito foi Sebastião Lopes Monteiro.

## Geografia
A área do município de Apicum-Açu é de 341,12 quilômetros quadrados, o que o coloca na posição 195 dentre as 217 cidades do estado do Maranhão.
Demografia

### População por gênero (2010)
- População residente Homens: 7.816
- População residente Mulher: 7.143

### População Zona Urbana e Rural
- Urbana: 9.162
- Rural: 5.797

De acordo com dados do Censo Demográfico 2022, a população de Apicum-Açu era de 17.519 habitantes e a densidade demográfica era de 51,36 habitantes por quilômetro quadrado. Comparando-se com outros municípios do Estado, ficava nas posições 106 e 23 dentre as 217 cidades do Maranhão. A projeção da população para 2024 era de 17.984 pessoas.
Educação
Em 2010, a taxa de escolarização de 6 a 14 anos de idade no município de Apicum-Açu era de 96,8%. Comparando-se com outros municípios do Estado, ficava na posição 105 de 217. Já com relação ao Índice de Desenvolvimento da Educação Básica (IDEB), no ano de 2023, nos anos iniciais do ensino fundamental na rede pública era 4,1 e para os anos finais, 3,9. 
| Taxa de escolarização de 6 a 14 anos de idade [2010]             | 96,8 %           |
| IDEB – Anos iniciais do ensino fundamental (Rede pública) [2023] | 4,1              |
| IDEB – Anos finais do ensino fundamental (Rede pública) [2023]   | 3,9              |
| Matrículas no ensino fundamental [2023]                          | 2.802 matrículas |
| Matrículas no ensino médio [2023]                                | 635 matrículas   |
| Docentes no ensino fundamental [2023]                            | 158 docentes     |
| Docentes no ensino médio [2023]                                  | 40 docentes      |
| Número de estabelecimentos de ensino fundamental [2023]          | 20 escolas       |
| Número de estabelecimentos de ensino médio [2023]                | 1 escola         |

Fonte: IBGE
Economia
Em 2021, o PIB per capita do município de Apicum-Açu era de R$ 7.620,23. Comparando-se com outros municípios do Estado, ficava na posição 165 de 217. Já o percentual de receitas externas em 2023 era de 92,27%, o que o colocava na posição 133 dentre os 217 municípios.
| Salário médio mensal dos trabalhadores formais [2022]                                             | 2,1 salários mínimos |
| Pessoal ocupado [2022]                                                                            | 1.163 pessoas        |
| População ocupada [2022]                                                                          | 6,64 %               |
| Percentual da população com rendimento nominal mensal per capita de até 1/2 salário mínimo [2010] | 56,5 %               |

Fonte: IBGE
Saúde
Em 2022, a taxa de mortalidade infantil média do município era de 12,34 para 1.000 nascidos vivos. As internações devido a diarreias são de 1.666,8 para cada 1.000 habitantes. Comparando-se com todos os municípios do Estado, ficava nas posições 134 de 217 e 10 de 217. Em 2009, a cidade contava com cinco estabelecimentos ligados ao Sistema Único de Saúde (SUS).
Meio Ambiente
O bioma predominante de Apicum-Açu é o amazônico. Em 2010, o município apresentava 0,9% de domicílios com esgotamento sanitário adequado, além de 10,9% de domicílios urbanos em vias públicas com arborização.

## Últimos prefeitos eleitos
| Ano  | Prefeito         | Partido | Votos | %     | Ref    |
| ---- | ---------------- | ------- | ----- | ----- | ------ |
| 2012 | Claudio Cunha    | PV      |       |       | [ 9 ]  |
| 2016 | Claudio Cunha    | PV      | 5.088 | 51,33 | [ 10 ] |
| 2020 | Zequinha Ribeiro | PSC     | 5.427 | 49,48 | [ 11 ] |
| 2024 | Jadeco           | PL      | 8.191 | 69,05 | [ 12 ] |

## Galeria

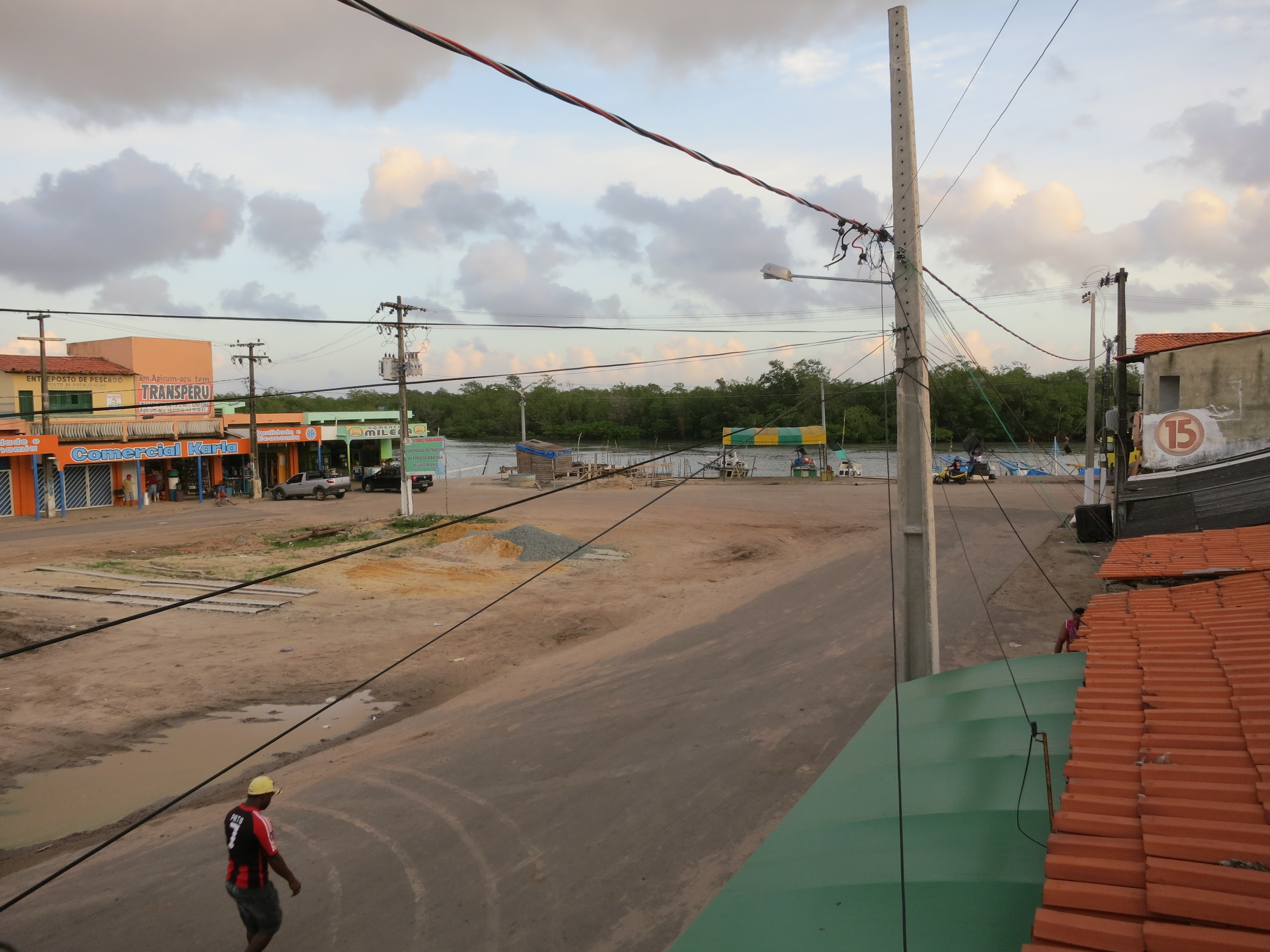
Porto
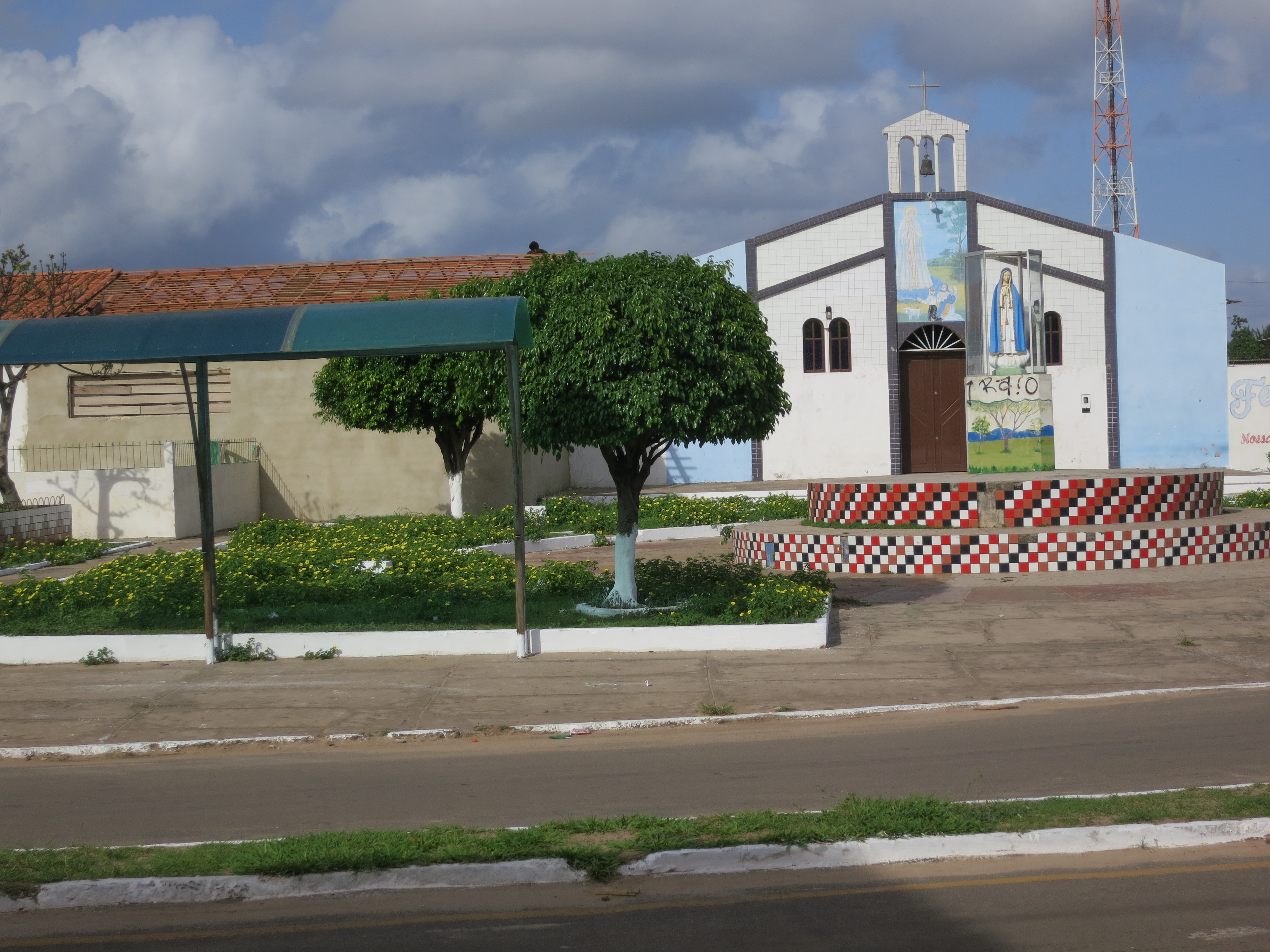
Igreja Católica
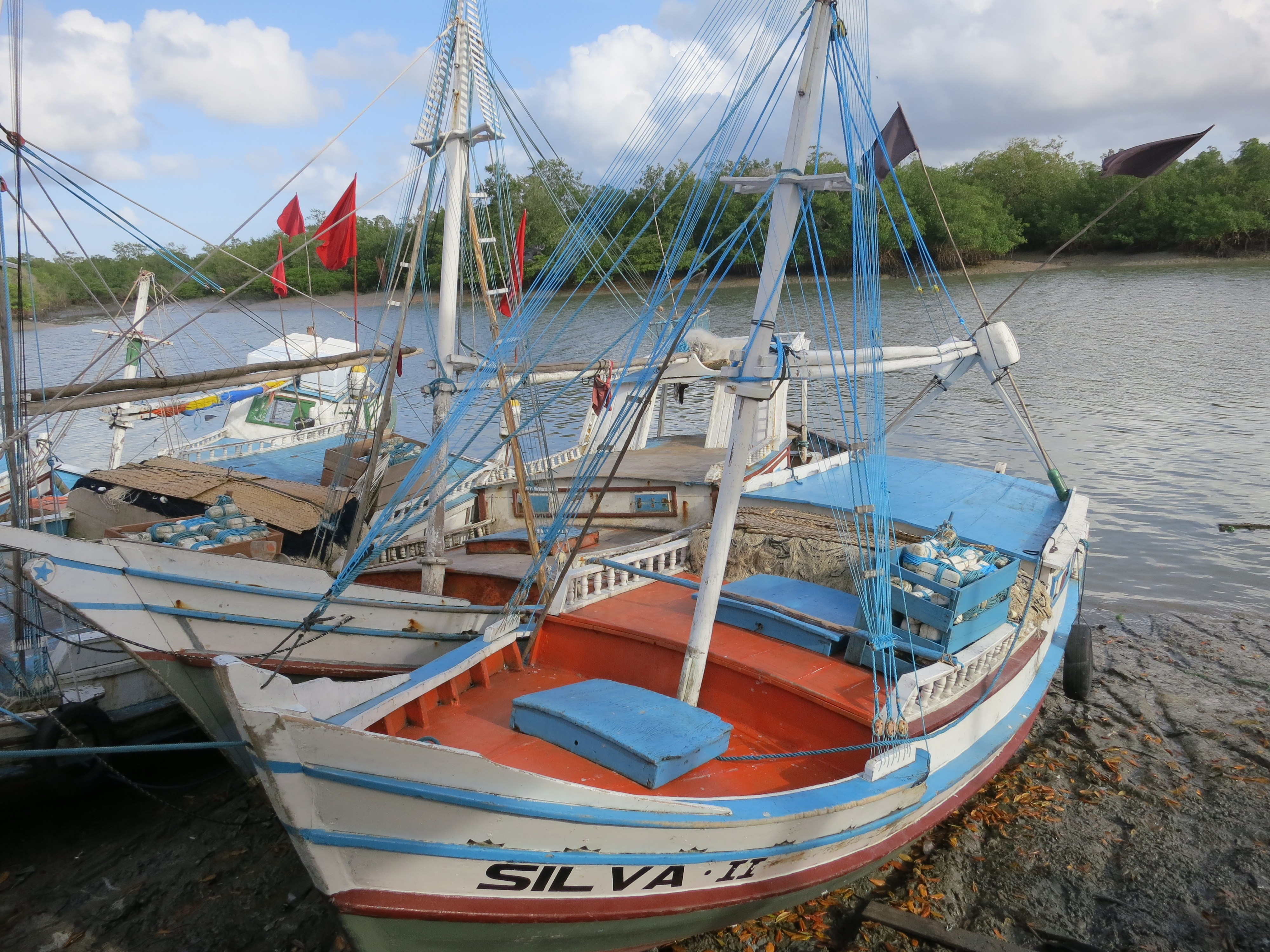
Cais